# Schlehenberg
Der Schlehenberg – im Berliner Volksmund auch „Amiberg“ genannt – ist ein 64 Meter hoher Trümmerberg mit einer knapp 16 Hektar großen, geschützten Grünanlage am südlichen Stadtrand von Berlin.

## Lage
Der Schlehenberg liegt mitten in der Grundmoräne der Teltower Hochfläche im Süden des Berliner Ortsteils Marienfelde des Bezirks Tempelhof-Schöneberg zwischen der Bundesstraße 101 (Marienfelder Allee, Höhe rund 45 Meter) im Westen und dem Diedersdorfer Weg im Osten (Höhe rund 49 Meter). Dort grenzen der Marienfelder Standort des Bundesinstituts für Risikobewertung und der Freizeitpark Marienfelde an.
Südlich ist das Gelände durch die Kleingartenanlage ‚Amstelveen‘ und durch den Wippraer Weg der Stadtrandsiedlung Marienfelde III begrenzt. Nördlich grenzt das Wohngebiet gegenüber der Ahrensdorfer Straße mit Mehrfamilienhäusern an.
Das Gebiet wird von zwei grünen Hauptwegen Berlins durchquert, dem Nord-Süd-Weg (Nummer 5) und dem Teltower Dörferweg (Nummer 15). Nach Westen setzt sich jenseits der Bundesstraße auf dem Poppenreuther Weg ein Grünstreifen fort.

## Geschichte

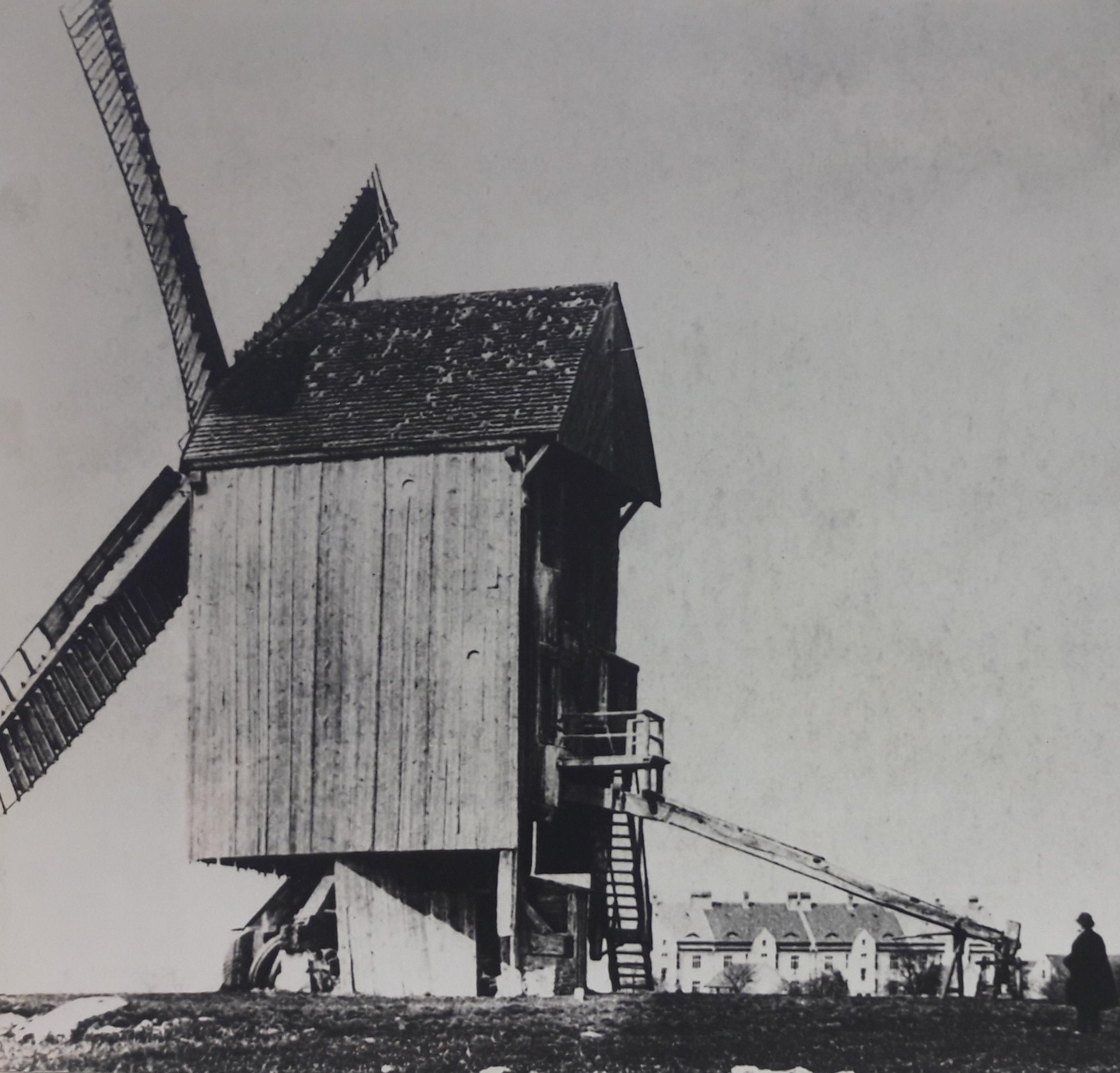
Bockwindmühle am Diedersdorfer Weg, 1912

Ab dem 14. Jahrhundert befand sich auf der Marienfelder Höhe eine im Landbuch Karls IV. erwähnte Bockwindmühle, die 1920 abgerissen wurde. Ansonsten war das Gelände nur sehr dünn besiedelt und wurde teilweise landwirtschaftlich genutzt. 
Während des Zweiten Weltkriegs wurden hier zwei Tiefbunker für die Marienfelder Bevölkerung errichtet. Nach dem Krieg konnten die Bunker nicht zerstört werden, und da die Kapazität des sechs Kilometer nördlich gelegenen Trümmerbergs Marienhöhe in Berlin-Tempelhof nicht ausreichend war, wurde ab 1950 auch auf der Marienfelder Höhe damit begonnen, einen Trümmerberg aufzuschütten, bis dieser schließlich ein Volumen von über 600.000 m³ und eine Höhe von 15 bis 20 Metern gegenüber dem Umland erreicht hatte.
Wegen der erhobenen Lage am südlichen Stadtrand von West-Berlin beschlossen die US-amerikanischen Alliierten 1962 auf dem bereits mit Mutterboden bedeckten Trümmerberg die Radaranlage Marienfelde zu bauen, um den südlich angrenzenden Raum der Deutschen Demokratischen Republik überwachen zu können. Die Bauarbeiten wurden 1965 abgeschlossen.
Im Jahr 1991 wurde die Abhörstation außer Betrieb genommen und 1996 abgerissen. Heute kann der naturnahe Berg auf verschiedenen Wanderpfaden bestiegen werden.